# Ashley Erasmus
Ashley Erasmus (* 7. Juni 2005) ist eine südafrikanische Leichtathletin, die im Kugelstoßen sowie im Diskuswurf an den Start geht. 2024 siegte sie bei den Afrikaspielen in Accra im Kugelstoßen und wurde im selben Jahr in Douala Afrikameisterin.

## Sportliche Laufbahn
Erste Erfahrungen bei internationalen Wettkämpfen sammelte Ashley Erasmus im Jahr 2023, als sie bei den U20-Afrikameisterschaften in Ndola mit einer Weite von 16,11 m die Goldmedaille im Kugelstoßen sowie mit 50,91 m auch im Diskuswurf gewann. Im Jahr darauf siegte sie bei den Afrikaspielen in Accra mit 16,98 m im Kugelstoßen und belegte im Diskusbewerb mit 51,85 m den siebten Platz. Im Juni siegte sie bei den Afrikameisterschaften in Douala mit neuem U20-Afrikarekord von 18,17 m. 
In den Jahren 2023 und 2024 wurde Erasmus südafrikanische Meisterin im Kugelstoßen.

## Persönliche Bestleistungen
- Kugelstoßen: 18,17 m, 24. Juni 2024 in Douala (U20-Afrikarekord)
- Diskuswurf: 53,10 m, 17. Februar 2024 in Pretoria